# Tido Böttcher
Tido Böttcher (* 24. März 1940 in Solingen; † 12. Januar 2016 in Bonn) war ein deutscher Ökonom.

## Wirken
Er lehrte von 1974 bis 2000 als Professor für Allgemeine Betriebswirtschaftslehre an der Helmut-Schmidt-Universität. Der Diplom-Volkswirt war Mitglied der Landsmannschaft Teutonia Bonn im CC.

## Werke (Auswahl)
- Eine Theorie der Aktienkursbewegungen und ihre empirische Überprüfung. Knapp, Frankfurt am Main 1972, ISBN 3-7819-0122-X.